# Мінангкабау (народ)
Мінангкабау (малай. Minanagkabau, букв «перемогти буйвола»; індонез. Minangkabau, букв. рідна земля) — народність, що населяє Паданзьке нагір'я та прилеглі до нього райони Західної та Центральної Суматри. Нащадки переселенців складають основне населення штату Негері-Сембілан у Малайзії. Населення живе, в основному, у селах; найбільші міста — Паданг, Пеканбару, Букіттінгі, Савахлунто. Мова близька до малайської, від кінця XIX століття використовується Латинська абетка, до того була поширена арабська абетка. Загальна чисельність — близько 7 мільйонів, з них понад 4 мільйони проживають у західній частині Суматри.
Походження назви мінангкабау місцева легенда пояснює так: коли наприкінці XIII століття у країні з'явились яванські війська з Сінгосарі, старійшини запропонували вирішити боротьбу одноборством буйволів. Яванці виставили могутнього дорослого буйвола карбау, а мінангкабау — невеличке теля, яке довго не кормили, а до його ріжок прив'язали довгі гострі ножі. Побачивши буйвола, теля кинулось шукати вим'я й розрізало живіт, звідки й виникла назва «мінанг кабау» — перемогти буйвола.

## Основні заняття

### Сільське господарство
Народ належить до стародавньої землеробської культури, що базується на вирощуванні рису. Процес вирощування — звичайний для індонезійців, для обробки землі використовують стадо буйволів чи биків, переганяючи їх полем з місця до місця. Прополкою посівів займаються жінки. Для збирання врожаю об'єднується група родичів, потім господарі влаштовують свято для тих, хто брав участь у жнивах.
На ладангах саджають суходільний рис, просо, цукрову тростину, бобові, кукурудзу й тютюн, деякі городні культури — батат, капусту, цибулю, помідори, огірки, гарбузи, баклажани, земляний горіх. Ладанг облаштовують підсічно-вогневим способом.
Широко поширено розведення плодів, бананові, кокосові, мангові ліси, сади кавових, перцевих і коричних дерев, посадки бетелевої пальми й гамбіру. Експортні культури — кава, тютюн і гвоздика, каучуконоси й олійні культури.

### Скотарство
Основні свійські тварини — бики й буйволи, коні, дрібна худоба — кози; розводять курей, гусей і качок. На узбережжі займаються морським рибальством, також рибу виловлюють у річках, струмках, озерах; окрім риби, ловлять крабів, креветок і молюсків. Ловлять за допомогою сітки, верші, вудки. Раніше застосовувались перегороджування річок, труєння рослинною отрутою; нині таке заборонено. Мисливство відіграє незначну роль, лише на півночі й південному сході, в районі джунглів. Полювання на диких кабанів з собаками, на оленів і тигрів, із застосуванням бамбукових загонів, пасток, мисливських ям. Поширено збирання меду диких бджіл.

### Ремесла
Високо розвинуті ремесла. Прядіння, ткацтво, обробка золотої та срібної парчі, фарбування пряжі, плетіння мережив та вишивка золотою ниткою — заняття жінок. Робота по металу — ковальство, лиття, карбування, ювелірна справа — традиційні ремесла мінангкабау. Усюди поширено плетення, майже в кожному поселенні жінки самі роблять посуд, розвинуті чоловічі ремесла — обробка шкіри, виття мотузок, добування золота старательським способом. Приготування пальмової олії, обробка тютюну, варка тростини й пальмового цукру, обпалювання вапна — заняття обох статей.

### Промисловість
Промисловість західного узбережжя Суматри пов'язана з обробкою рудної й сільськогосподарської сировини, виробництвом будівельних матеріалів. Від 1986 року в районі Сахалунто розпочався видобуток вугілля. Відбувається постійний обмін товарами між громадами.

## Житло
Звичайна назів села — «кото». Існують тимчасові поселення для тих, хто працює — «тарата». Звичайне село складається з кількох кварталів, все село оточене ровом. Розростаючись, кото виходить за межі й отримує назву «нагарі», де будуються громадські будівлі, що формуются біля ринкової площі.
Всі будівлі мають особливі риси. Будинок каркасний, прямокутний, до 2 м заввишки. Будинки заможних людей яскраво пофарбовані червоною, білою або чорною фарбою. Основні меблі — циновки й низькі столики, звичний скарб — глиняні горщики, металевий посуд, сундуки з одягом.
Найбільші міста, в яких мінангкабау складають абсолютну чи відносну більшість населення — Паданг, Пеканбару, Букіттінгі.

## Харчування
Основна їжа — рис, а також риба, м'ясо, фрукти. Кисле молоко буйволиць, посмачене сіллю з цибулею, слугує приправою до рису. Вживають у їжу також коників, летючих мурах. Святкова страва — смажена курка, качка, голуб, яйця курячі й качині. Жують бетель, курять тільки чоловіки, алкоголь п'ють мало, тільки рагі — вид рисової горілки чи туак — пальмовий сік, що перебродив. Їжу розкладають на пальмовому листі.

## Одяг
Чоловіки зазвичай одягають штани до колін або саронг. Повсякденний одяг — куртка, хустка через ліве плече, головний убір дета — шматок узорчатої тканини. Взуття для чиновників та інтелігенції, волосся чоловіки коротко стрижуть. Хаджі поверх довгого нижнього одягу білого кольору одягають білі одежі з глухим коміром, носять тюрбани.
Жіночий одяг — каїн або саронг, кофта баджу та плечова хустка — саландданг. Волосся вкладають на потилицю або у вузол. Носять браслети, каблучки, металеві пластинки, носять коробочки й сумочки для бетелю. До XIX століття був поширений звичай підпилювання та чорніння зубів.

## Суспільний устрій
Основа соціальної культури — автономна сільська громада — нагарі. Кожен житель нагарі має права на підйом цілини, але з дозволу ради нагарі. Земля всередині громади розподіляється всередині кровнородинних колективів. Нагарі керує виборна рада, яку очолює валі нагарі. Члени ради отримують платню від громади. Зазвичай валі найбільш заможні у громаді.
У соціальній організації мінангкабау простежується материнськородова структура, організація шлюбних поселень — матрилокальна, все населення нагарі належить до одного з чотирьох суку — материнські роди, що розрослись та походять від легендарних пращурів. Суку та його підрозділи — кампуенг мають свої посади — старійшина, радники з релігійних та адатних справ.
Подальший поділ кемпунга — сабуах паруї або паруї — група, що налічує п'ять поколінь від жіночої лінії від реальної прародительки. Кемпунг є основною сільськогосподарською одиницею всередині громади та разом з чоловіками є великою матрилінійну родину. Вона розпадається на джураї, що включає три-чотири покоління. Остання група — самандай, тобто, мати зі своїми дітьми. Важливі питання життя джураї зазвичай обговрюють на родинній раді, що складається з усіх дорослих членів родини. Одним з основних правил життя у родових групах та у всій громаді є принцип взаємодопомоги, що надається за родовою ознакою.

## Шлюб і родина

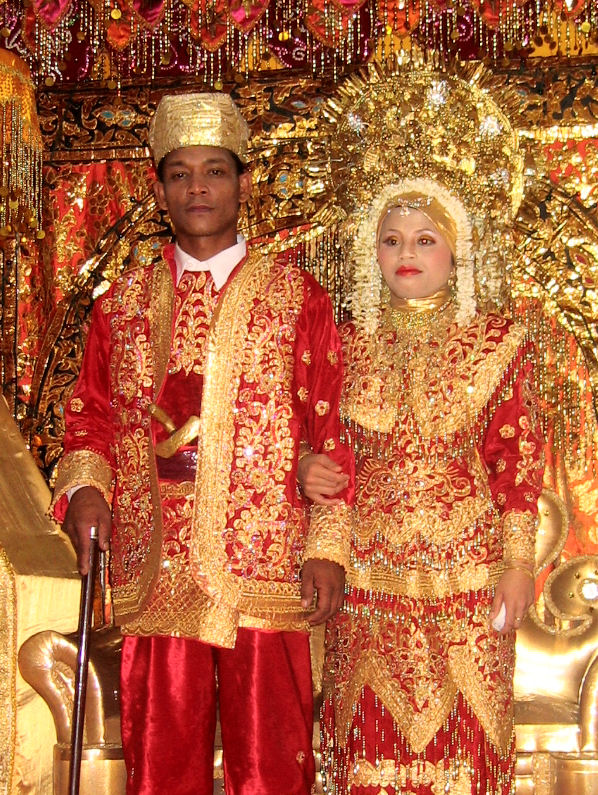
Весілля мінангкабау

Пропозиція шлюбу походить від родини нареченої, поширені сорорат і левірат, заручини можуть відбуватись у дитинстві.
Передшлюбні церемонії проводить імам. Останній день є найбільш урочистим, у будинку нареченої збираються всі родичі, забивають для пригощання буйвола. Найбільш урочистий момент — молоді їдять їжу з одного блюда, їх посипають рисом на знак побажання багатодітності.
Чоловік після шлюбу ночує у будинку дружини, але його зв'язок зі своїми кровними родичами є дуже сильним, оскільки він має великий обов'язок перед племінниками. У разі розлучення діти залишаються з матір'ю, майно розділяють.
Пологи відбуваються у передній загальній кімнаті, звідки видаляються всі чоловіки, голову новонародженого вибривають, залишаючи пучок волосся, вважається, що він охороняє дитину від злих духів. Обрізання (sunat rasul) хлопчикам роблять не раніше 10 років. У 15 хлопчик стає повнолітнім і отримує право одружуватись.
У разі смерті родичі померлого з боку матері обмивають тіло, обмотують у білу тканину та кладуть поряд цінні речі. Цвинтар облаштовують біля села, кожен суку має свою власну ділянку.

## Вірування
Серед мінангкабау багато мусульман. На чолі мусульман нагарі стоїть каді. Імам стежить за мечеттю, хатіб виголошує проповіді, білал закликає до молитви, гарім прислуговується у мечеті, всі вони живуть на пожертви.
Під мусульманською оболонкою ще живуть стародавні вірування, змішані з індуїстським впливом. Значну роль у минулому відігравала магія, що зберігається у селах дотепер, всі дії здійснює дукун. Існує віра в перевертнів та перевтілення.

## Фольклор і література
Усна й письмова література дуже багата (казки про тварин, ліричні пантуни, загадки). Значну популярність мають мінангкабауські каба — великі твори героїко-пригодницького плану, історії про виникнення окремих нагарі з домішками індійського епосу й арабської літератури.
У новітні часи відомі митці Абдул Муїс — основоположник індонезійського роману, Марах Руслі, Мохаммад Раджаб — письменник, історик і громадський діяч, Асрул Сані — за походженням мінангкабау.

## Музика, танці та ігри
На народних святах часто вимовляють речитативом перекази. З музичних інструментів найвідоміші тамбурин, барабани, бамбукові флейти (салуанг).
Різноманітним є танцювальне мистецтво. У давнину танцювали тільки чоловіки, а тепер — і жінки. На святах жінки танцюють витончений танок із тарілочками зі свічками, що палають. Популярні також танці з лампами, дзвониками, прив'язаними до ніг.
Широко поширені ігри — півнячі бої, бої голубів і перепілок, картярські ігри, гра у м'яч, сплетений з ротану. Грають також у шахи та шашки.